# Osebni dokument
Osebni dokument je uradni dokument, namenjen dokazovanju osebne istovetnosti (identitete) in državljanstva. Izraz se pogosto uporablja v vsakdanjem življenju, vendar pa zakonodaja tega pojma ne definira. V bistvu gre za javne listine, ki so opremljene s fotografijo in jih je izdal državni organ:
- osebna izkaznica,
- potna listina,
- obmejna prepustnica,
- vozniško dovoljenje,
- orožni list in
- potrdilo o usposobljenosti za voditelja čolna.

Ta mora vsebovati najmanj osnovne podatke, kot so ime in priimek, EMŠO, datum in kraj rojstva, kraj bivanja in sliko osebe ter identifikacijo dokumenta in ustanove, ki ga je izdala. Dokument ne velja kot osebni dokument, če ne vsebuje teh osnovnih informacij. V primeru pravne verodostojnosti štejejo le dokumenti, ki jih je izdala državna ustanova, kar izključuje članske in dijaške kartice, potrdila nevladnih organizacij ipd. 

## Uporaba
Osebni dokumenti omogočajo poleg izkazovanje istovetnosti, bodisi ob identifikaciji pri upravnem organu ali v pravnem prometu, tudi druge osnovne funkcije, ki so odvisne predvsem od vsebine podatkov, navedenih v dokumentih. Vsak osebni dokument ne zadostuje konkretnim zahtevam.

## Varnost
Pri izdelavi osebnih izkaznic uporabljajo napredne tehnologije varovanja, ki so namenjene oteževanju nedovoljenega kopiranja in izdelave. Mednje sodijo:
- tisk z infrardečo barvo
- tisk z ultravijolično reaktivno barvo

- optično variabilna barva (OVI)

- tisk s prekrivanjem

- mikrotisk

- čipiranje

- graviranje

- ozadje s kompleksnimi vzorci

- 2D holografske folije

Postopek sledi točno določenemu zaporedju, kjer se ob različnih stopnjah nanesejo različni elementi z različno tehnologijo. 